# 老川祥一
老川 祥一（おいかわ しょういち、1941年（昭和16年）10月25日 - ）は、日本のジャーナリスト。株式会社読売新聞グループ本社代表取締役会長・主筆・国際担当。日本記者クラブ理事長。株式会社読売巨人軍7代目オーナーを歴任した。

## 経歴・人物
東京都出身。聖学院高等学校、早稲田大学政治経済学部卒業。
1964年4月、読売新聞社入社。記者として盛岡支局、政治部、アメリカ合衆国ワシントン支局で活動する。
2025年6月10日、定時株主総会及びその後の取締役会での決議により前年に逝去した渡邉恒雄の後任として代表取締役主筆・会長・国際担当に就任。
すぐに自筆の手紙を送る筆まめな性格で知られる。

## 略歴
- 1941年10月25日 - 誕生
- 1964年 - 株式会社読売新聞社（現：株式会社読売新聞グループ本社）入社
- 1986年 - 同社論説委員
- 1993年 - 同社政治部長
- 1995年 - 同社編集局次長
- 1996年 - 同社調査研究本部長
- 1998年 - 同社取締役編集局長
- 2001年 - 株式会社大阪讀賣新聞社（現：株式会社読売新聞大阪本社）専務取締役編集担当
- 2004年 - 株式会社読売新聞大阪本社取締役副社長
- 2005年 - 同社代表取締役社長
- 2006年 - 株式会社読売新聞グループ本社取締役大阪担当
- 2007年 - 同社取締役編集担当
- 2007年 - 株式会社読売新聞東京本社代表取締役社長・編集主幹[2]
- 2011年 - 株式会社読売新聞グループ本社取締役最高顧問
- 2013年 - 同社取締役最高顧問・主筆代理
- 2014年 - 同社取締役最高顧問・主筆代理・国際担当（The Japan News主筆）
- 2016年 - 株式会社読売巨人軍取締役オーナー[3][4][5]
- 2019年 - 株式会社読売新聞グループ本社代表取締役会長・主筆代理・国際担当（The Japan News主筆）[6]
- 2020年 - 同社代表取締役会長・主筆代理・国際担当（The Japan News主筆）
- 2020年 - 株式会社読売新聞東京本社取締役論説委員長[7]
- 2025年 -  株式会社読売新聞グループ本社代表取締役会長・主筆・国際担当（The Japan News主筆）[1]

## 社外での役職
- 情報保全諮問会議座長[8]
- 国立公文書館の機能・施設の在り方等に関する調査検討会議座長[9]
- 郵政民営化委員会委員[10]
- 財務省財政制度等審議会臨時委員[11]
- 人事院参与[12]
- 早稲田大学評議員[13]
- 日本政治法律学会評議員[14]
- 読売書法会会長
- 日本記者クラブ理事長[15]

## 受賞歴
- 2013年 - 大倉喜七郎賞を受賞。
- 2019年（令和元年） - 日本政治法律学会の現代報道学会賞を受賞[16]

## 著書
- 『自衛隊の秘密 : 東西軍事バランスの変化の中で』（潮文社、1981年）ISBN 978-4-8063-1093-8
- 『政治家の胸中〔肉声でたどる政治史の現場〕』（藤原書店、2012年）ISBN 978-4894348745
- 『終戦詔書と日本政治 : 義命と時運の相克』（中央公論新社、2015年）ISBN 978-4120047138
- 『政治家の責任』（藤原書店、2021年）  ISBN 978-4865783049